# Henrik Saxgren
Henrik Saxgren, född 1953, är en dansk fotograf.
Saxgren använder sig av ett okomplicerat bildspråk för att skildra levnadsöden kopplade till stora världshändelser. 1979 var han medgrundare till den socialdokumentära fotogruppen 2Maj, och mellan 1985 och 1991 var han bildredaktör på tidskriften Press. Han har gett ut ett flertal böcker, bland andra Tid – om fotojournalistik (1990), P.O.V. – Point of View (1996), Landet uden fædre (2000, om Nicaragua efter revolutionen), Krig og kærlighed (2006, om invandrare i Norden) och Unintended Sculptures (2009). Han medverkade även i fotoprojektet Danmark under forvandling (2008–2009).